# Memorial Animales en la Guerra
El monumento Animales en la Guerra, en inglés Animals in War Memorial, es un monumento de guerra situado en Hyde Park, Londres, que conmemora a los innumerables animales que han servido y muerto en el ejército británico a lo largo de la historia. Fue diseñado por el escultor inglés David Backhouse e inaugurado en noviembre de 2004, en el 90 aniversario del principio de la Primera Guerra Mundial.

## Historia
El monumento se inspiró en el libro de Jilly Cooper, Animals in War, y fue posible gracias a un fondo de 1,4 millones de libras esterlinas creado a partir de donaciones públicas. El memorial está formado por dos muros de piedra de Portland, adornados con imágenes de varios animales luchando, y por esculturas de bronce de dos mulas cargadas subiendo las escaleras del monumento por un lado, y un caballo y un perro de bronce por el otro.
Honra a todos los animales utilizados en la guerra, incluidos caballos, perros, delfines, elefantes, palomas e incluso luciérnagas.  El monumento rinde especial homenaje a los 60 animales galardonados con la Medalla Dickin desde 1943, el equivalente animal de la Cruz Victoria para los animales.
Las inscripciones están escritas en mayúsculas en varias fuentes y tamaños, y se puede leer: 

Este monumento está dedicado a todos los animales que sirvieron y murieron junto a las fuerzas británicas y aliadas en guerras y campañas a lo largo del tiempo; no tenían otra opción. 
Se emplearon muchos y variados animales para apoyar a las fuerzas británicas y aliadas en guerras y campañas a lo largo de los siglos y como resultado millones murieron. De la paloma al elefante todos jugaron un papel vital en todas las regiones del mundo en la causa de la libertad humana. Su contribución nunca debe ser olvidada